# Improvisation à l'orgue
 (octobre 2015).
L'improvisation à l'orgue est une discipline musicale qui consiste à développer une idée musicale directement à l'instrument, donc sans passer par la notation musicale. À ce titre, elle est probablement la forme de pratique musicale la plus ancienne de l'humanité autant que dans le répertoire de l'orgue.

## Description
Une improvisation, c'est l'œuvre d'un instant, qui naît pour disparaître à jamais ; l'improvisation consiste à créer une œuvre directement au clavier. C'est donc une œuvre répondant à des critères esthétiques de même niveau que les œuvres écrites. Elle doit donc être préparée, tout d'abord par un apprentissage de techniques, ensuite plus concrètement par des décisions esthétiques prises avant l'improvisation. Elle peut être jouée plusieurs fois et modifiée, comme une composition qui naît et se raffine au fur et à mesure des interprétations, et sera peut-être un jour écrite. Dire donc qu'une improvisation ne s'écrit pas va à l'encontre de la pratique historique. Un exemple connu nous livre Ludwig van Beethoven.
Improviser nécessite du génie. L'improvisateur qui par l'onction suprême du génie joue une symphonie n'existe donc pas davantage que le musicien tombé du ciel. Une improvisation se prépare tout d'abord par des études, l'improvisateur faisant appel à ce qu'il connait déjà lorsqu'il improvise à vue. L'improvisation à vue de haut niveau nécessite d'autant plus de préparation académique. Même dans le cas d'une improvisation sur un thème donné, inconnu jusqu'alors à l'improvisateur, celui-ci puise dans ce qu'il connait déjà. Bach disait : « J'ai beaucoup travaillé. Quiconque travaillera comme moi pourra faire ce que je fais ».
Par voie de conséquence, faire aller ses doigts et pieds sans intention esthétique est parfois nommée fantaisie (phantasieren) mais n'est pas à confondre avec l'art de l'improvisation, selon Wolfgang Amadeus Mozart. L'art d'harmoniser une mélodie à vue n'est pas non plus à considérer comme de l'improvisation, mais est selon Marcel Dupré une condition de base pour étudier l'improvisation. Elle n'est que superficiellement traitée dans cet article, puisqu'elle est développée dans l'article harmonie pratique. Enfin, si l'improvisation à l'orgue concerne bien les organistes liturgiques, elle est aussi une carrière concertante et concerne aussi les organistes de cinéma, entre autres.

## Histoire
Les prestations exigées des organistes – flexibilité dans la durée des pièces, intensité de la production (parfois plus de dix messes à jouer en deux jours) – ont vite orienté la pratique de l'orgue vers une grande part faite à l'improvisation. Les moyens mis à la disposition de l'instrumentiste – différents plans sonores donnant des possibilités de changements rapides de sonorités, une polyphonie différenciée et la possibilité de remplir même les plus grands édifices par le jeu d'une seule personne ont fortement contribué au développement de cette pratique.
Ainsi, la plupart des grands compositeurs ayant laissé une œuvre appréciable ont été organistes, au moins durant leur apprentissage, et ont appris la composition à l'orgue (et au clavecin), puisque l'improvisation était le plus souvent la forme anticipant celle de l'écriture, et l'art de la composition se transmettait d'organiste à organiste. L'écriture elle-même ayant été fréquemment motivée par le désir de pérenniser sa contribution à l'art de l'improvisation et de pédagogie. On peut citer bien entendu les familles Couperin et Bach, Titelouze et Cabezón, mais aussi Mozart, Beethoven, Chopin et Bruckner, tous organistes, ainsi que d'autres comme Fauré, cependant moins préoccupés de léguer leur savoir organistique. L'art de l'improvisation a été perpétuée au travers des générations d'organistes, avec des personnalités telles  Charles Tournemire, Marcel Dupré, Pierre Cochereau, Pierre Pincemaille, Thierry Escaich, Olivier Latry ...

## Pédagogie
Il existe deux approches distinctes de l'enseignement de l'improvisation (si l'on omet celle qui consiste à dire « improviser, on peut ou on ne pourra jamais ») :
- Une consiste à construire sur la base de l'harmonie pratique, en apprenant à enrichir. C'est la voie décrite par exemple par Marcel Dupré et pratiquée dans la quasi-totalité des conservatoires supérieurs en Allemagne.
- L'autre consiste à apprendre la polyphonie voix par voix, commençant avec le travail à deux voix (Bicinium) - voire à une voix - puis à trois voix (le trio) et enfin à quatre voix ou plus. Les considérations formelles faisant alors partie de l'apprentissage dès le début. Quelques méthodes (éditées) d'improvisation en Allemagne et au moins la Universität der Künste à Berlin travaillent ainsi.

### Approche par l'harmonie pratique
L'approche par l'apprentissage de l'harmonisation est particulièrement utilisée, de par la nécessité de former des organistes aptes à accompagner les cultes, donc à jouer à vue depuis une simple mélodie. La méthode consiste à assimiler les principes de l'harmonie tonale, considérée comme moyen acquis pour supporter une assemblée. Si la mélodie se déplace en mouvements conjoints, une basse se déplaçant en mouvements disjoints (sauts de quarte ou quinte) et par mouvement contraire, ainsi qu'un déroulement harmonique basé sur les enchaînements de tonique, sous-dominante et dominante aide les chanteurs à s'orienter dans un milieu connu. Le but de cette méthode est donc de permettre à l'organiste d'aider une assemblée dans un contexte défini : la musique tonale. L'élève apprend aussi à varier sa production en plaçant la mélodie à la main gauche ou aux pieds.
On peut citer à la base les formes d'harmonisations suivantes :
- Mélodie au soprano, l'alto et le ténor sur le même clavier, la basse à la pédale, certaines méthodes recommandent d'harmoniser dans cette première phase selon la technique de la basse continue, d'autres utilisent seulement les accords de base (tonique - sous-dominante - dominante) en position élargie, d'autres encore recommande d'harmoniser en considérant la position de la note de soprano dans l'accord (comme octave, tierce ou quinte).
- L'harmonisation obligée : la main gauche joue l'alto et le ténor sur un autre clavier, la basse à la pédale,
- La mélodie au ténor, la main droite joue le soprano et l'alto sur un autre clavier, la basse à la pédale,
- La mélodie à la basse (pédales), les mains jouent le ténor, l'alto et le soprano aux claviers.

Par la suite, l'étudiant apprend à différencier l'harmonisation et de nouvelles formes d'harmonisations :
- Mélodie à l'alto ou au soprano, mais jouée par la pédale, ce qui permet un accompagnement virtuose,
- Harmonisations modernes, techniques dérivées du Jazz
- Fugatos, suite française (baroque), préludes et toccatas, fugues.

Ce faisant, il apprend à structurer ses œuvres.

### Approche par la polyphonie
Cette approche jette les bases de la composition dès le début, mais réclame plus de temps pour obtenir des organistes capable d'accompagner. Cependant, lorsqu'il domine le jeu à quatre voix, il en domine toutes les formes.
La plupart des méthodes sont d'accord pour commencer par le bicinium, donnant de plus en plus de liberté aux deux parties. D'autres méthodes commencent par l'improvisation à une voix et mènent cette forme à la perfection, alternativement sur la main droite, gauche et pédales (solo de pédale), avant d'adjoindre une seconde partie.
L'étape suivante est l'improvisation de trios, puis enfin à quatre voix polyphoniques. L'ensemble de ces travaux s'accordent pour prendre le style baroque allemand, certains plus spécialement le style de Johann Sebastian Bach comme style de référence.